# Дебарски санџак
Дебарски санџак (тур. Debre Sancağı) је био један од санџака нижих административних јединица Османског царства са седиштем у Дебру.

## Територијални опсег
Поред Дебра и окалине укључујући ту Дебарца и Доњу Реку у данашњој Северној Македонији, санџак је обухватао и област Мат и Кроју у данашњој Албанији. 
У 19. и 20. веку био је подељен на казе
- Дебар
- Доњи Дебар
- Реканска каза
- Елбасан
- Мат.[2]

Године 1864. започета је административна реформа у Османском царству, формирањем већих административно-управних јединица вилајетa по узору на француске департмане. Реформа је укључила и дебарски санџак који је те године заједно са Призренским и Скадарским санџаком оформио Скадарски вилајет Када је 1871. формиран Призренски вилајет у његов састав је поред Призренског и Скопског санџака ушао и Дебарски. Призренски вилајет је расформиран 1875. санџаци Призрен, Скопље и Дебар су придодати Битољском вилајету. Јануара 1877. Османско царство извршило је реорганизацију вилајета у Европи. На стратешком месту, на граници са Кнежевином Србијом и Књажевином Црном Гором (са којим је тада била у ратном стању) и немирним софијским вилајетом Турска је формирала Косовски вилајет са центром у Приштини. У његов састав ушао је и дебарски санџак да би већ 1879. био враћен Битољском вилајету у чијем саставу је остао до 1913, када је након Првог балканског рата и Лондонске конференције подељен између Краљевине Србије и Кнежевине Албаније.Akşin Somel, Selçuk (2001). The modernization of public education in the Ottoman Empire, 1839–1908. Brill. стр. 234. ISBN 978-90-04-11903-1. „the vilayet of Prizren was founded in 1871”</ref>